# Dee (Aberdeenshire)
 For alternative betydninger, se Dee. (Se også artikler, som begynder med Dee)
Dee er en flod i Skotland. Den har sine kilder i Cairngorm Mountains og løber igennem Strathdee og løber ud i Nordsøen ved Aberdeen. Floden er omkring 140 kilometer lang og har et fald på 1.220 meter.
Dee regnes sammen med Spey, Tweed og Tay til 'The Big Four', Skotlands fire vigtigste laksevandløb.
Dee er særligt kendt for sit gode laksefiskeri efter 'springers', blanklaks, som allerede i januar-februar vandrer op i elven, selv om de først skal gyde næsten et år senere, i november-december.
Den britiske kongefamilies residens Balmoral Castle ligger ved de øvre stræk af Dee, hvor de kongelige har fisket laks og gået på jagt, siden Dronning Victoria forelskede sig i området i midten af 1800-tallet.